# バリーズ/パリス・ラスベガス駅
バリーズ/パリス・ラスベガス駅（Bally's / Paris Las Vegas）は、ラスベガスモノレールの駅である。この駅は島式ホームとなっており、バリーズとパリスホテルに位置している。バリーズ/パリス・ラスベガス駅はまた2つのホテルの裏側に位置している。

## 近隣ホテル
- プラネット・ハリウッド